# Roger Devauchelle
Pour les articles homonymes, voir Devauchelle.
Roger Devauchelle est un relieur français né le 13 janvier 1915 au Perreux-sur-Marne et mort le 31 octobre 1993 à Meaux.
Roger Devauchelle débuta la reliure à Amiens et fut formé ensuite par Georges Lahaye.
Pendant la Seconde Guerre mondiale, il est fait prisonnier et s'évade en 1943 pour rejoindre la Résistance dans les Landes.

## Reliures remarquables
- Pierre Louÿs, La Sirène, Les Amis de Pierre Louys, s.d. (exemplaire conservé à la réserve de la Bibliothèque nationale de France).
- Pierre Louÿs, Pybrac, Narbonne, Sœurs des Ursulines, [1932] (exemplaire conservé à la réserve de la Bibliothèque nationale de France).
- Le Rituel d'amour selon V, édition des Droits des femmes, 1953 (exemplaire conservé à la réserve de la Bibliothèque nationale de France).
- Robert Fleury, Pierre Louys et Gilbert de Voisins, Paris, éditions Tête de feuilles, 1973.

## Œuvres
- La Reliure en France, de ses origines à nos jours, vol. I, Paris, l'auteur, 1959.
- La Reliure en France, de ses origines à nos jours, vol. II (de 1700 à 1850), Paris, l'auteur, 1960.
- La Reliure en France, de ses origines à nos jours, vol. III (depuis 1850), Paris, l'auteur, 1961.
- Joseph Thouvenin et la reliure romantique, Paris, C. Blaizot, 1987.
- La Reliure : recherches historiques, techniques et biographiques sur la reliure française, Paris, Filigranes, 1995 avec préface d'Albert Labarre, Conservateur général honoraire à la Bibliothèque Nationale de France.  A l'édition de luxe de ce volume est ajouté Reliures rares et curieuses conservées à la bibliothèque nationale de France  Tirage 250 exemplaires.

## Décorations, récompenses
- Meilleur ouvrier de France (3 titres : reliure, dorure sur cuir, dorure sur tranche)
- Thèse de doctorat
- Commandeur de la Légion d'honneur (1988)